# Nanometa lehtineni
Espèce
Synonymes
- Nediphya lehtineni Marusik & Omelko, 2017

Nanometa lehtineni est une espèce d'araignées aranéomorphes de la famille des Tetragnathidae.

## Distribution
Cette espèce est endémique de la province de Morobe en Papouasie-Nouvelle-Guinée,.

## Description
Le mâle holotype mesure 2,52 mm et la femelle paratype 3,36 mm.

## Systématique et taxinomie
Cette espèce a été décrite sous le protonyme Nediphya lehtineni par Marusik et Omelko en 2017. Elle est placée dans le genre Nanometa par Álvarez-Padilla, Kallal et Hormiga en 2020.

## Étymologie
Cette espèce est nommée en l'honneur de Pekka T. Lehtinen.

## Publication originale
- Marusik & Omelko, 2017 : A new genus of tetragnathid spiders from Papua New Guinea (Aranei, Tetragnathidae). Vestnik Zoologii, vol. 51, no 3, p. 203-214 (texte intégral).